# 七經孟子考文補遺
《七經孟子考文補遺》200卷，日本山井鼎撰、荻生觀補遺。是利用足利學校所藏善本彙校諸經與《孟子》的校勘記。

## 概要
山井鼎（1690年 - 1728年）字君彝，號崑崙，紀州（今和歌山縣）人，正德3年（1713年）入伊藤東涯門下，讀《譯文筌蹄》，乃入江戶師事荻生徂徠。享保3年（1718年）出仕紀州藩支藩伊予西條藩，享保5年（1720年）至9年（1724年）間，與同門根本武夷同讀書於下野足利學校，取所藏古寫本與宋刻善本群經校讎，享保10年（1725年）於江戶完成《考文》。但是山井生來體弱多疾，《考文》成書後病情更加惡化，享保12年（1727年）2月返回故鄉紀州，不久即於享保13年（1728年）元月逝世。
山井沒後，當時的將軍德川吉宗命荻生徂徠之弟荻生觀（1670年 - 1754年）取幕府所藏舊籍校訂《考文》，撰為《補遺》，享保16年（1731年）刊行於世，並命長崎奉行經貿易船輸入中國。乾隆間修《四庫全書》，遂據以著錄。嘉慶2年（1797年），阮元再據日本享保刊本，於杭州重刻為小琅嬛僊館本，並撰序稱揚其學，由是在中國流行漸廣。
《七經孟子考文補遺》凡易10卷、書20卷附古文考1卷、詩20卷、左傳60卷、禮記63卷、論語10卷、孝經1卷、孟子14卷。山井校讎嚴謹，所引古本、宋刊本注疏頗能正元、明以降近本文字訛誤之失，而與中國其他古籍所引宋本比較，亦多相符，因此受到清代學者的信服與推崇。阮元《十三經注疏校勘記》，亦取材於此焉。
近代以降，足利學校所藏古寫本與宋版注疏善本，雖陸續刊行於世，但亦有山井當時所見而今已失傳者，故仍有其學術價值。

## 外部連結
- 末永恭彥「『七經孟子考文』凡例の考察」上、下
  - 上 《東海大学紀要 文学部》第55輯（1991年9月） 1 - 11頁（页面存档备份，存于）、下 《東海大学紀要 文学部》第56輯（1992年3月） 1 - 16頁（页面存档备份，存于）